# サウロ級駆逐艦
ナザリオ・サウロ級駆逐艦（イタリア語: Cacciatorpediniere Classe Nazario Sauro）とは、イタリア王国海軍（Regia Marina）の駆逐艦であり、4隻が建造された。

## 概要

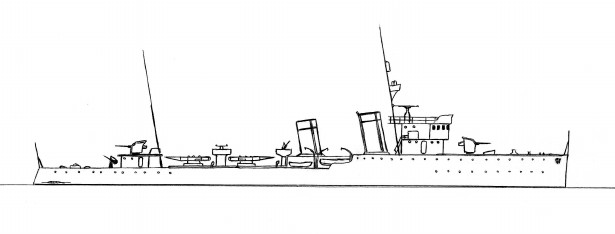
本級のイラスト。

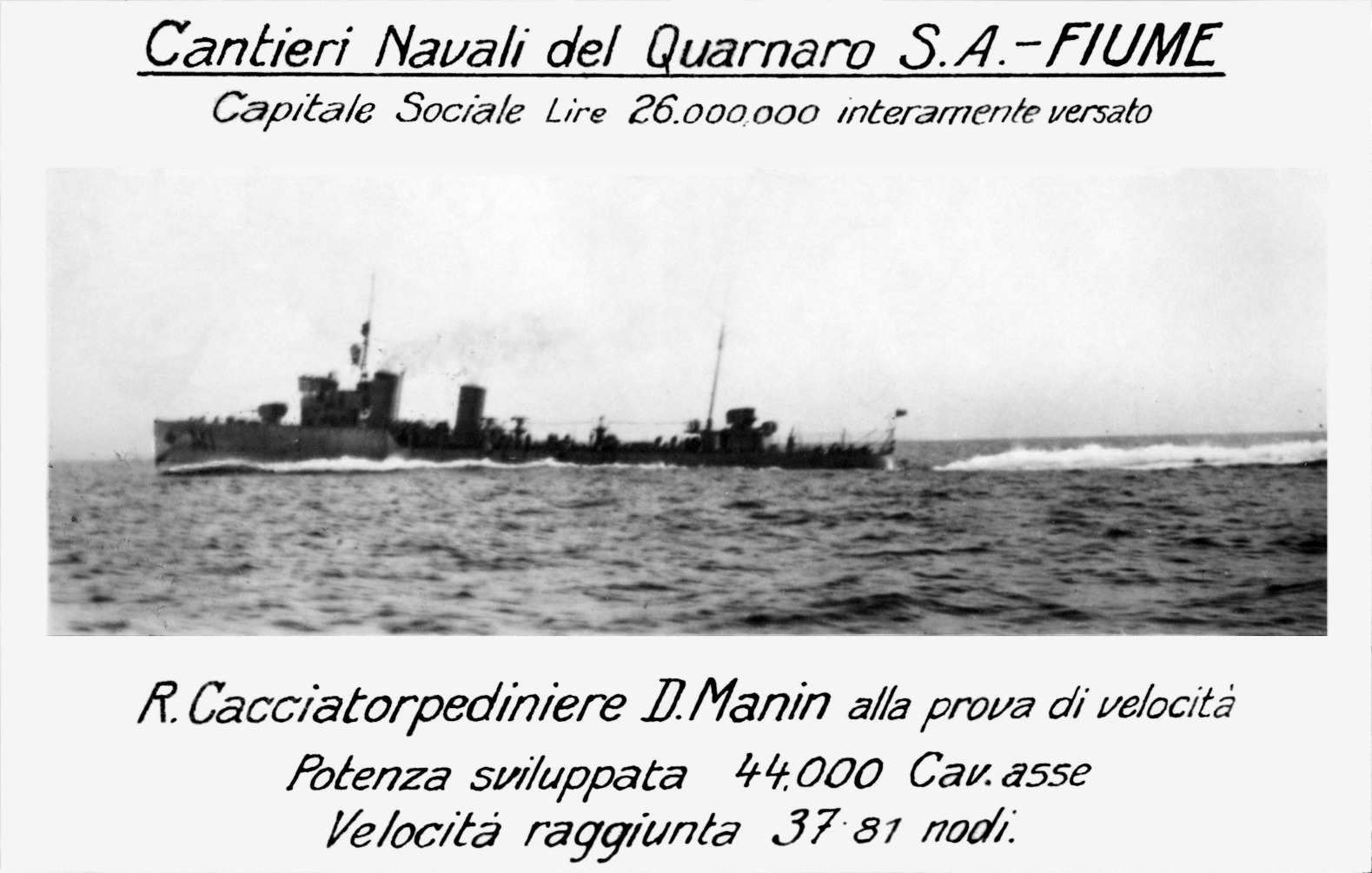
公試時の「ダニエーレ・マニン」。

基本的には前級であるクィンティノ・セラ級駆逐艦の拡大発展型であり、533mm魚雷発射管を2連装から3連装に増設するなど、魚雷兵装が強化されている。
建造後は4隻とも、レオーネ級駆逐艦や通報艦「エリトリア」と共にエリトリアのマッサワ港を拠点とするイタリア紅海艦隊に配属された。
1940年にイタリアが枢軸陣営として参戦したことに伴い、イタリア領東アフリカとイタリア本国との海上交通路であるスエズ運河とジブラルタル海峡の通行はイギリス軍によって遮断され、イタリア紅海艦隊は本国から孤立することとなる。
それでもサウロ級駆逐艦はイギリス軍の輸送船団襲撃などを行うものの、1940年10月21日のBN7船団襲撃時に護衛艦隊の反撃によって「フランチェスコ・ヌーロ」が座礁し、翌日にはイギリス空軍の爆撃により破壊された。
さらに1941年よりイタリア領東アフリカに対するイギリス軍の反攻作戦が開始され、残る3隻は1941年4月2日にポートスーダン攻撃のために出港した。しかしイギリス軍の空襲により作戦は失敗し、翌4月3日に「ダニエーレ・マニン」と「ナザリオ・サウロ」は撃沈され、「チェーザレ・バッティスティ」は自沈した。

## 同型艦
| 艦名                                       | 識別記号 | 起工                                     | 進水           | 就役          | その後                                                                      |
| ------------------------------------------ | -------- | ---------------------------------------- | -------------- | ------------- | --------------------------------------------------------------------------- |
| チェーザレ・バッティスティ Cesare Battisti | BT       | 1924年2月9日 ジェノヴァ、オデロ造船所    | 1926年12月11日 | 1927年4月13日 | 1941年4月3日、自沈                                                          |
| ダニエーレ・マニン Daniele Manin           | MA       | 1924年10月9日 フィウメ、クバルナル造船所 | 1925年6月15日  | 1927年3月1日  | 1941年4月3日、イギリス軍の空襲により撃沈                                    |
| フランチェスコ・ヌーロ Francesco Nullo     | NL       | 1924年10月9日 フィウメ、クバルナル造船所 | 1925年11月14日 | 1927年4月15日 | 1940年10月21日、BN7船団攻撃時に被弾・座礁。翌日イギリス軍の空襲により破壊。 |
| ナザリオ・サウロ Nazario Sauro             | SU       | 1924年2月9日 ジェノヴァ、オデロ造船所    | 1926年5月12日  | 1926年9月23日 | 1941年4月3日、イギリス軍の空襲により撃沈                                    |